# Демидов, Константин Вячеславович
Константи́н Вячесла́вович Деми́дов (род. 20 мая 1964, Ленинград, РСФСР, СССР) — советский, российский актёр театра и кино, театральный педагог.

## Биография
Константин Демидов родился в Ленинграде в 1964 году. В шестом классе поступил в Театр юношеского творчества (ТЮТ) во Дворце пионеров, где сыграл свою первую роль — поэта Зяблика в пьесе А. Арбузова «Город на заре». По окончании школы и ТЮТа, почувствовав «театр в себе», поступает в ЛГИТМиК на курс к профессору Рубену Агамирзяну, который заканчивает в 1985 году. В тот же год был призван в армию. Два года спустя был принят своим учителем в театр, которым тот руководил, где и работает по сей день. За два с лишним десятилетия сыграл около 50 ролей. Также активно снимается в кино.
В 1998—2002 годах преподавал в СПбГАТИ на курсе А. Исакова и О. Антоновой.
Имеет от двух браков (второй — фактический) двух детей: сына Константина (род. 12 мая 1988) и дочь Александру (род. 26 декабря 1995).

## Творчество
Широкую известность получил благодаря серии рекламных роликов компании МТС тарифа Джинс, про Вадика, вышедших в 2005-2006 годах.

### Роли в театре

#### Театр юношеского творчества
- 1979 «Город на заре» Алексея Арбузова — поэт Зяблик
- 1980 «Сад» (по пьесе Рудольфа Каца «Счастливо тебе, Колотыркин!») — директор школы

#### МастерскиеСоюза театральных деятелей
- 1982 «Кайф» Владимира Рекшана — комсомолец

#### Академический драматический театр имени В. Ф. Комиссаржевской
- 1983 «Последняя любовь Насреддина» Бориса Рацера и Владимира Константинова — евнух
- 1983 «Дни Турбиных» Михаила Булгакова — юнкер
- 1984 «Выбор» Юрия Бондарева — солдат
- 1988 «Смерть Иоанна Грозного» Алексея Толстого — скоморох; помощник посла
- 1988 «Царь Фёдор Иоаннович» Алексея Толстого — скоморох; часовой
- 1988 «Царь Борис» Алексея Толстого — скоморох
- 1988 «Вниз по Миссисипи» Марка Твена — Паркер; Гек
- 1988 «Колыма» Игнатия Дворецкого — автоматчик
- 1988 «Незнайка на Луне» Николая Носова — Цветик
- 1988 «Мир без китов» Андрея Яхонтова — Митя
- 1989 «Диктатура совести» Михаила Шатрова — Портфельщик)
- 1989 «Робеспьер» Ромена Роллана — Анте
- 1989 «С днем рождения, Ванда Джун» Курта Воннегута — Пол
- 1990 «Босиком по парку» Нила Саймона — телефонист
- 1990 «Забыть Герострата» Григория Горина — служитель
- 1990 «Светильник, зажженный в полночь» Барри Стейвиса — Джеппе; паж; монах
- 1990 «Царский сон» Виктор и Сергей Розовы — Нерасчётливый
- 1991 «Полоумный Журден» Михаила Булгакова — учитель фехтования
- 1992 «Обитель теней» Барри Стейвиса — Обер
- 1992 «Царь Фёдор Иоаннович» Алексея Толстого — слуга Бориса
- 1992 «Царь Борис» Алексея Толстого — царевич Фёдор
- 1992 «Цезарь и Клеопатра» Бернарда Шоу — раб; Птолемей
- 1992 «Клятва маркиза де Карабаса» Кирилла Ласкари — Людоед; Кот
- 1993 «Сны Изабеллы Кей» И. Лейтнера — немецкий солдат
- 1993 «Идиот» Фёдора Достоевского — Коля
- 1994 «Дама с камелиями» Александра Дюма-сына — Артюр
- 1994 «Рике с хохолком» Кирилла Ласкари — доктор
- 1994 «Лев зимой» Джеймса Голдмена
- 1995 «Самоубийство влюблённых на острове небесных сетей» Мондзаэмона Тикамацу — Дзихэй
- 1995 «Приглашение в замок» Жана Ануя — Патрис Бомбель
- 1996 «Одолжите тенора!» Кена Людвига — служащий
- 1997 «Прощай, клоун!» Федерико Феллини — клоун
- 1997 «Яма» Вячеслава Вербина — Лихонин
- 1997 «Царь Борис» Алексея Толстого — царевич Фёдор
- 2000 «Юмор висельника» Джека Ричардсона — Смерть
- 2000 «Утоли моя печали» Сергея Буранова — Лёня
- 2001 «Шут Балакирев» Григория Горина — принц Голштинский
- 2002 «Чичиков» Михаила Булгакова — председатель
- 2004 «Безымянная звезда» Михаила Себастиана — Паску
- 2004 «Тёзка Швейцера» Виктора Шендеровича — правая рука
- 2005 «Тише, афиняне!» Георгия Корольчука — Филагрий
- 2007 «Двенадцать месяцев» Самуила Маршака — Ноябрь; заяц
- 2010 «Доходное место» Александра Островского — первый чиновник
- 2010 «Tosca» Любиши Ристича и Нады Кокотович — Фуше
- 2011 «Невольницы» Александра Островского — Никита Абрамыч Коблов, богатый человек, средних лет, компаньон Стырова по большому промышленному предприятию
- 2013 «Тюркаре» Алена Рене Лесажа — господин Фюре, аферист

### Фильмография
1. 1984 — Стыдно быть несчастливым
2. 1985 — Свидетель — Васька
3. 1986 — Подвиг Одессы — комсомолец Капустянский
4. 1987 — Железный дождь
5. 1989 — Штаны
6. 1990 — Анекдоты
7. 1992 — Комедия строгого режима — рядовой Васильев
8. 1993 — Представление для...
9. 1994 — Замок — Шварцер, сын кастеляна замка
10. 2002 — Начальник каруселей
11. 2002 — У нас все дома — Раскольников
12. 2003 — Русский ковчег — переводчик Александра I
13. 2004 — Агентство (фильм «Жертва рекламы», 6 серия «Диетическая»)
14. 2007 — Литейный, 4 (1 сезон, 9 серия «Сеть») — хакер
15. 2009 — Литейный, 4 (3 сезон, 19 серия «Киллер») — Весёлкин
16. 2009 — Морские дьяволы (6 серия «Операция „Данаец“») — Ву
17. 2010 — Прощай, «макаров»! (7 серия «Ошибка киллера») — Михаил Бурмакин, машинист сцены
18. 2010 — Кто я? — Егор
19. 2012 — Военная разведка. Первый удар (фильм 1-й «Спасти академика») — Лев Пицман
20. 2013 — Хуторянин — Валерий Фёдорович Нефёдов
21. 2014 — Внутреннее расследование — «Лепила»
22. 2016 — Наше счастливое завтра (сериал) — Артурчик
23. 2016 — Консультант — Дмитрий Анатольевич Очкин, заместитель главного редактора газеты «Вперёд!»

### Работы на радио
- Р. Киплинг «Маугли» — Маугли
- Л. Толстой «Детство» — Николенька
- Л. Толстой «Отрочество» — Николенька
- О. Уайльд «Счастливый принц»
- П. Бажов «Серебряное копытце»
- Русская народная сказка «Бой на калиновом мосту»
- Геракл и змеи
- Ж. Верн «Пятнадцатилетний капитан» — Капитан
- Х. К. Андерсен «Дюймовочка» — Лягушка
- Ш. Руставели «Витязь в тигровой шкуре»
- А. Куприн «Белый пудель»
- Н. Гоголь «Вий»
- Д. Свифт «Гулливер в стране лилипутов» — Лилипут
- М. Салтыков-Щедрин «История одного города»
- Ю. Коваль «Стеклянный пруд»
- Братья Гримм «Король-Дроздобород»
- О. Уайльд «Мальчик-звезда»
- Д. Мамин-Сибиряк «Сказки»
- Р. Погодин «Про жеребенка Мишу»
- А. Пушкин «Руслан и Людмила»
- Н. Гоголь «Сорочинская ярмарка»
- М. Твен «Принц и нищий» — Принц, Нищий
- Х. К. Андерсен «Снежная королева»
- Г. Галахова «Легкий кораблик — капустный листок»
- Н. Гоголь «Повесть о том, как поссорился Иван Иванович с Иваном Никифоровичем»
- Т. Кудрявцева «Что там, за поворотом?»
- С. Маршак «Двенадцать месяцев»
- Н. Гоголь «Ночь перед Рождеством»
- А. Куприн «Гранатовый браслет» — чиновник Желтков

## Награды
- Благодарность Законодательного Собрания Санкт-Петербурга (2 ноября 2022 года) — за выдающиеся личные заслуги в развитии культуры и искусства в Санкт-Петербурге, многолетнюю плодотворную творческую деятельность, а также в связи с 80-летием со дня основания Санкт-Петербургского государственного бюджетного учреждения культуры «Академический драматический театр им. В. Ф. Комиссаржевской»[1].